# Planinica (brdo iznad Mostara)
Planinica je brdo iznad Mostara.
Dio brda koja okružuju Mostarsku kotlinu. Na prijelazu je iz niskoga hercegovačkog krša u visokoplaninsko područje. Geološki pripada mladom nabranom gorju i u širem smislu, predstavlja jugoistočni izdanak masiva Čabulje.
Obilježja krškog reljefa, kamenjar, sipar i dr. Teren nije miniran kao Hum. Dijelom je grada zbog padina, duboko uraslih u gradu. Najviši vrh je na 868 metara nadmorske visine, na platou. Planinica se izdiže iznad Cima, Zgona, Rudnika, Ilića, Vihovića, Orlaca i Tarasovca. Na Planinici je Cimska gomila. Postoji markirana planinarska staza. 
Brdo krasi grb HZ Herceg-Bosne, površine 2000 četvornih metara napravljen bojanjem kamenja. Akciju su 26. ožujka 2016. sproveli entuzijasti sa zapadne strane grada, izradila grupa mladih i entuzijastičnih Hrvata, vrlo vjerojatno i pripadnika navijača HŠK Zrinjski. Kamena šahovnica se nalazi ispod releja na vrhu brda.

## Galerija
- Panorama Mostara
- Planinica

## Vanjske poveznice
- Staze i bogaze  Arhivirana inačica izvorne stranice od 29. lipnja 2017. (Wayback Machine) Mostar-Planinica-Goranci (Japanska staza 11,5 km)